# Stegolepis ptaritepuiensis
Stegolepis ptaritepuiensis är en gräsväxtart som beskrevs av Julian Alfred Steyermark. Stegolepis ptaritepuiensis ingår i släktet Stegolepis och familjen Rapateaceae. Inga underarter finns listade i Catalogue of Life.